# Walter Chávez Cruz
Walter Fernando Chávez Cruz es un general retirado de brigada del Ejército del Perú en situación de retiro. Fue, desde el 12 hasta el 17 de noviembre de 2020, el ministro de Defensa del Perú en el gobierno de Manuel Merino.
Se desempeñó como comandante general de la 2.ª Brigada de Infantería-Ayacucho (2007-2008), y jefe de Operaciones del Frente Interno del Comando Conjunto de las Fuerzas Armadas (2011-2012).
Fue asesor II de la Presidencia del Consejo de Ministros.
Cuenta con estudios de maestrías en Realidad Nacional, Defensa y Desarrollo en Gestión y Desarrollo, con mención en Gerencia y Dirección de Empresas por el Instituto de Ciencia y Tecnología del Ejército (ICTE). Además, ha cursado el Programa de Alta Dirección en la Universidad de Piura.